# Джон Ло (соціолог)
Джон Ло (нар. 16 травня 1946 р.) — соціолог і дослідник науки і технологій, що працює на факультеті соціальних наук Відкритого університету Великої Британії. Ло ввів термін «Акторно-мережева теорія» (ANT) у 1992 році, узагальнюючи роботу, виконану з колегами з французького Центру Соціології Інновацій.